# Title IX
Title IX er en føderal lov om borgerrettigheder i USA, der blev vedtaget som en del (Title IX) af Education Amendments of 1972. Den forbyder kønsbaseret forskelsbehandling i alle skoler eller andre uddannelsesprogrammer, der modtager støtte fra den føderale regering. Det er Public Law No. 92-318, 86 Stat. 235 (23. juni 1972), kodificeret i 20 U.S.C. §§ 1681-1688. Det første udkast blev udarbejdet af repræsentant Patsy Mink med hjælp fra repræsentant Edith Green. Det blev derefter bearbejdet og fremlagt i Kongressen af senator Birch Bayh i Senatet og kongresmedlem Patsy Mink i Repræsentanternes Hus. Loven blev senere omdøbt til Patsy T. Mink Equal Opportunity in Education Act efter Minks død i 2002.